# Anolis semilineatus
Anolis semilineatus är en ödleart som beskrevs av  Cope 1864. Anolis semilineatus ingår i släktet anolisar, och familjen Polychrotidae. IUCN kategoriserar arten globalt som livskraftig. Inga underarter finns listade i Catalogue of Life.